# Нільтава-крихітка
Нільтава-крихітка (Ficedula hodgsoni) — вид горобцеподібних птахів родини мухоловкових (Muscicapidae). Мешкає в Гімалаях і горах Південно-Східної Азії. Вид названий на честь англійського натураліста Браяна Хоутона Ходжсона. Раніше його відносили до монотипового роду Muscicapella, однак за результатами молекулярно-генетичного дослідження вид був переведений до роду Строката мухоловка (Ficedula).

## Опис

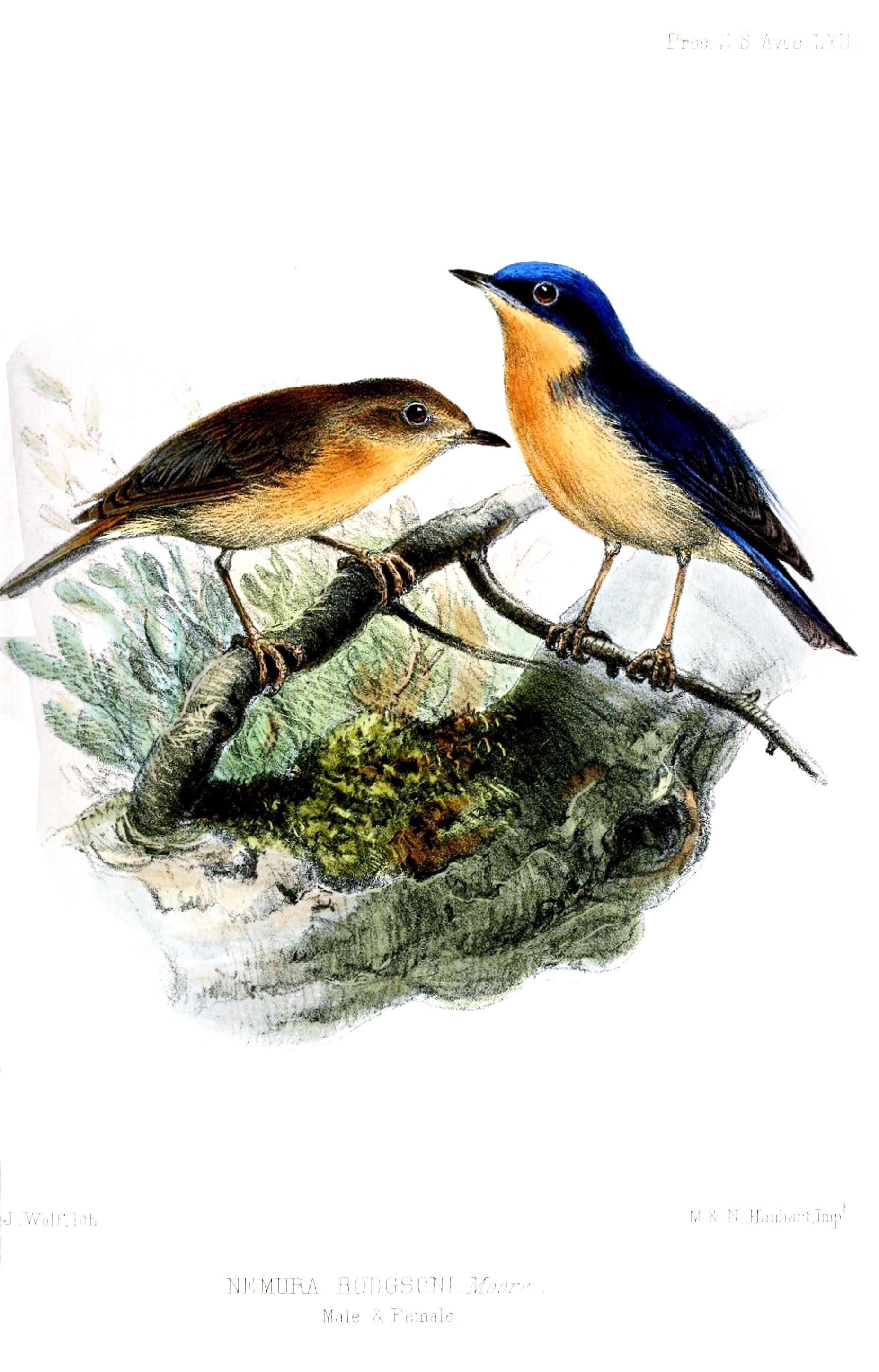
Нільтави-крихітки

Довжина птаха становить 9-9,5 см. Хвіст короткий, дзьоб невеликий. У самців верхня частина тіла темно-синя, лоб світліший, нижня частина тіла рівномірно рудувато-оранжева. У самиць верхня частина тіла коричнева, нижня частина тіла рудувато-охриста.

## Підвиди
Виділяють два підвиди:
- F. h. hodgsoni (Moore, F, 1854) — Непал, Сіккім, Бутан, Північно-Східна Індія, Китай (південно-східний Тибет, західний і південно-східний Юньнань), М'янма, центральний Індокитай;
- F. h. sondaica (Robinson & Kloss, 1923) — гори на Малайському півострові, Суматрі і Калімантані.

## Поширення і екологія
Нільтави-крихітки мешкають в Непалі, Бутані, Індії, Китаї, М'янмі, Таїланді, Лаосі, В'єтнамі, Малайзії і Індонезії. Вони живуть у вічнозелених гірських лісах. Взимку частина гімалайських популяцій мігрує в долини. Нільтави-крихітки живляться комахами та іншими безхребетними, яких шукають в середньому і верхньому ярусах лісу. Сезон розмноження триває з середини березня по липень. Гніздо чашоподібне, розміщується на дереві, на висоті до 6 м над землею.